# Victor Giro
Victor Pagliari Giro (São Paulo, Brasil; 10 de marzo de 1994), conocido como PC, es un exfutbolista brasileño. Jugaba de lateral por la izquierda y pasó gran parte de su carrera en los Estados Unidos.

## Trayectoria

### Corinthians
PC comenzó su carrera en las inferiores del popular club brasileño del Corinthians. Debutó con el Corinthians B en 2013.

### Belenenses
Fue enviado a préstamo al Belenenses de la Primeira Liga de Portugal en la temporada 2013-14. Debutó en el club portugués el 25 de septiembre de 2013 contra el C. D. Santa Clara en la Copa de la Liga de Portugal, donde jugó como titular, y el partido terminó en empate 0-0.

### Fort Launderdale Strikers
A comienzos del 2015 fue enviado a préstamo al Fort Lauderdale Strikers de la North American Soccer League (NASL). Anotó su primer gol en el club el 11 de abril de 2015 al Jacksonville Armada FC, encuentro que su club ganaría por 2-1, Victor además fue nombrado en el equipo de la semana de la NASL por su actuación. El 23 de abril de 2015 los Strikers anunciaron el fichaje permanente del jugador brasileño.

### Tampa Bay Rowdies
PC fue vendido al Tampa Bay Rowdies el 24 de julio de 2016. En su paso por el club anotó un gol en 14 encuentros disputados. 

### Orlando City
El 4 de enero de 2017 el Orlando City de la Major League Soccer fichó a PC. Jugó ocho encuentros en la MLS y uno de la US Open Cup en su primera temporada en Orlando.
El 6 de junio de 2018, PC anotó su primer gol en el Orlando City contra el Miami United FC en la U.S. Open Cup. Jugó ocho encuentros de MLS en 2018. 

### Vancouver Whitecaps FC
El 9 de diciembre de 2018 fue intercambiado al Vancouver Whitecaps FC por la selección de la tercera ronda del SuperDraft de la MLS de 2019.

### San Antonio FC
El 22 de enero fichó por el San Antonio FC de la USL Championship.
Anunció su retiro el 20 de julio de 2024.

## Estadísticas
Actualizado al último partido disputado el 31 de marzo de 2019.
| Belenenses (préstamo) Portugal                                          |               |               |    |   |   |   |   |   |   |    |    |    |
| 1.ª                                                                     | 2013-14       | 0             | 0  | 2 | 0 | - | - | - | - | 2  | 0  |    |
| Total club                                                              | Total club    | 0             | 0  | 2 | 0 | 0 | 0 | 0 | 0 | 2  | 0  |    |
| Fort Lauderdale Strikers Estados Unidos                                 |               |               |    |   |   |   |   |   |   |    |    |    |
| 3.ª                                                                     | 2015          | 27            | 6  | 1 | 0 | - | - | - | - | 28 | 6  |    |
| 3.ª                                                                     | 2016          | 13            | 1  | 4 | 1 | - | - | - | - | 17 | 2  |    |
| Total club                                                              | Total club    | 40            | 7  | 5 | 1 | 0 | 0 | 0 | 0 | 45 | 8  |    |
| Tampa Bay Rowdies Estados Unidos                                        |               |               |    |   |   |   |   |   |   |    |    |    |
| 3.ª                                                                     | 2016          | 14            | 1  | - | - | - | - | - | - | 14 | 1  |    |
| Total club                                                              | Total club    | 14            | 1  | 0 | 0 | 0 | 0 | 0 | 0 | 14 | 1  |    |
| Orlando City Estados Unidos                                             |               |               |    |   |   |   |   |   |   |    |    |    |
| 1.ª                                                                     | 2017          | 8             | 0  | 1 | 0 | - | - | - | - | 9  | 0  |    |
| 1.ª                                                                     | 2018          | 8             | 0  | 1 | 1 | - | - | - | - | 9  | 1  |    |
| Total club                                                              | Total club    | 16            | 0  | 2 | 1 | 0 | 0 | 0 | 0 | 18 | 1  |    |
| Orlando City B (préstamo) Estados Unidos                                |               |               |    |   |   |   |   |   |   |    |    |    |
| 2.ª                                                                     | 2017          | 6             | 0  | - | - | - | - | - | - | 6  | 0  |    |
| Total club                                                              | Total club    | 6             | 0  | 0 | 0 | 0 | 0 | 0 | 0 | 6  | 0  |    |
| Vancouver Whitecaps FC · Canadá                                         |               |               |    |   |   |   |   |   |   |    |    |    |
| 1.ª                                                                     | 2019          | 4             | 0  | 0 | 0 | - | - | - | - | 4  | 0  |    |
| Total club                                                              | Total club    | 4             | 0  | 0 | 0 | 0 | 0 | 0 | 0 | 4  | 0  |    |
| Total carrera                                                           | Total carrera | Total carrera | 80 | 8 | 9 | 2 | 0 | 0 | 0 | 0  | 89 | 10 |
| (1) Incluye datos de la Copa de la Liga de Portugal y la U.S. Open Cup. |               |               |    |   |   |   |   |   |   |    |    |    |